# Кюрдамирский район
Кюрдамирский район (азерб. Kürdəmir rayonu) — район в центральном Азербайджане. Административный центр — город Кюрдамир. Входит в состав Центрально-Аранского экономического района.
Район был образован в 1930 году и в настоящий момент состоит из 23 административных единиц, 1 города, 2 поселков и 61 муниципалитета.

## География

### Географическое положение
Район располагается на Ширванской равнине вдоль левого берега реки Куры, на большей части территории преобладает равнинный рельеф. Общая площадь района составляет 1631,50 км². Граничит с Ахсуинским, Гёйчайским, Уджарским, Имишлинским, Сабирабадским, Аджикабульским, Зердабским районами.
Кюрдамирский район располагается на главной транспортной артерии Азербайджана, Баку—Газах. Через него проходит железнодорожная линия Баку — Кюрдамир — Газах, которая исторически влияла на расселение и социальное формирование населенных пунктов и развитие производства.
Кюрдамирский район расположен к северо-западу от Баку, в Ширване — исторической области Азербайджана. Это красивая, благодатная местность, весьма привлекательная для туризма и отдыха, — иногда её называют Гюлистан (цветник). Знаменит этот край своими виноградниками, а самый известный сорт винограда называется «Ширваншахлы» (то есть, шахский). Славится Кюрдамирский район и своими традициями ковроткачества. Наиболее известный на мировом рынке тип местных ковров — «Шильян». Эти ковры ткут в селе с одноимённым названием, недалеко от Кюрдамира.

### Климат
Климат — субтропический, полупустынный. Среднегодовая температура — 14,5 °С, средняя скорость ветра 2-3 м/с, среднегодовое количество осадков 325 мм.

### Растительный и животный мир
Обширные пахотные земли, наличие запасов природных ресурсов, изобилие солнечной энергии создают благоприятные условия для роста зерновых, хлопка, арбуза, винограда и дыни. Наиболее распространенными видами животных в регионе являются шакалы, волки, лисицы, серые кролики и полёвки.

## История
8 октября 1943 года 10 сельсоветов Кюрдамирского района были переданы в новый Ахсуинский район.

## Население
Согласно переписи населения 1939 года, в Кюрдамирском районе Азербайджанской ССР азербайджанцы составляли 87,5 %, русские — 6,2 %, лезгины — 5,0 %.
По данным переписи 1999 года, в Кюрдамирском районе азербайджанцы составляли 99,5 %, турки — 0,3 %, русские и украинцы — 0,2 %, лезгины — 0,1 %, армяне — 0,1 %, татары — 0,1 %, грузины — 0,1 %, аварцы — 0,1 %.
На 1 января 2021 года население района составляло 118 807 человек.

## Экономика
В экономике района больше всего внимания уделяется развитию перерабатывающей промышленности, строительства, инфраструктуры, а также сельского хозяйства. Функционируют филиалы четырёх банков.

## Образование
В районе функционируют 11 детских садов и 59 общеобразовательных школ, 45 из которых дают полное, 12 — среднее и 2 — начальное образование. Кроме того действует детско-юношеская спортивная школа, а также центр развития детей.

## Административное устройство
В районе действуют 58 сельских, 2 поселковых и 1 городской орган самоуправления.
1. Кюрдамирский городской муниципалитет
2. Каррарский поселковый муниципалитет
3. Гарабуджагский поселковый муниципалитет
4. Муниципалитет деревни Бёюк-Кенгерли
5. Муниципалитет деревни Исмаиллы
6. Муниципалитет деревни Бала Кангарли
7. Муниципалитет деревни Шахбайли
8. Муниципалитет деревни Уджарлы
9. Муниципалитет деревни Джайлы
10. Муниципалитет деревни Гарасаггал
11. Муниципалитет деревни Багман
12. Муниципалитет деревни Топалгасанлы
13. Муниципалитет деревни Гарагоджалы
14. Муниципалитет деревни Шахсевен
15. Муниципалитет деревни Шыхымлы
16. Муниципалитет деревни Атакишили
17. Муниципалитет деревни Муртуллу
18. Муниципалитет деревни Даирманлы
19. Муниципалитет деревни Йеникент
20. Муниципалитет деревни Такла
21. Муниципалитет деревни Гахаджыллы
22. Муниципалитет деревни Хырдапай
23. Муниципалитет деревни Гурд Байрам
24. Муниципалитет деревни Гарабуджаг
25. Муниципалитет деревни Шильян
26. Муниципалитет деревни Шушун
27. Муниципалитет деревни Союдляр
28. Муниципалитет деревни Совла
29. Муниципалитет деревни Кохунлу
30. Муниципалитет деревни Карамахмудлу
31. Муниципалитет деревни Арабхана
32. Муниципалитет деревни Чартаяз
33. Муниципалитет деревни Чол Араб
34. Муниципалитет деревни Мурадхан
35. Муниципалитет деревни Сор-Сор
36. Муниципалитет деревни Пирили
37. Муниципалитет деревни Моллакент
38. Муниципалитет деревни Туркади
39. Муниципалитет деревни Гушлар
40. Муниципалитет деревни Джарлы
41. Муниципалитет деревни Годжалы
42. Муниципалитет деревни Халса
43. Муниципалитет деревни Бейи
44. Муниципалитет деревни Пиракоча
45. Муниципалитет деревни Ахтачы
46. Муниципалитет деревни Гарабуджаг
47. Муниципалитет деревни Мехдили
48. Муниципалитет деревни Дайыказымлы
49. Муниципалитет деревни Гочулу
50. Муниципалитет деревни Ойлягулу
51. Муниципалитет деревни Арабгубалы
52. Муниципалитет деревни Чохранлы
53. Муниципалитет деревни Йени Шыхымлы
54. Муниципалитет деревни Чол Кубалы
55. Муниципалитет деревни Магеррамлы
56. Муниципалитет деревни Сыгырлы
57. Муниципалитет деревни Каррар
58. Муниципалитет деревни Гарыс-Айрибанд
59. Муниципалитет деревни Хыныслы
60. Муниципалитет деревни Муганлы